# Wolfgang Schlachter
Wolfgang Schlachter  (* 19. April 1908 in Hamburg; † 4. Januar 1999 in Göttingen) war ein deutscher Sprachwissenschaftler und Professor für Finnougristik an der Universität Göttingen.

## Leben
Nach dem Abitur am Johanneum in Hamburg 1927 studierte der mit einer schweren Sehbehinderung geborene Wolfgang Schlachter Germanistik, Indogermanistik, Philosophie und Slawistik in Berlin und Göttingen. Mit einer Dissertation zur Stellung des Adverbs im Germanischen wurde er 1934 an der Humboldt-Universität zu Berlin promoviert. Sein Doktorvater war Ernst Lewy.
Durch Lewy inspiriert wandte sich Schlachter der a zu. Er lernte zuerst Ungarisch am Eötvös-Kollegium in Budapest und studierte dann zwischen 1936 und 1940 in Schweden unter anderem bei Björn Collinder und Wolfgang Steinitz.
1940 führte er Feldforschungen zum inzwischen ausgestorbenen Malå-Dialekt des Umesamischen in Schwedisch-Lappland durch. Seine Sprachdokumentation wurde 1958 in Form eines Wörterbuchs mit darin enthaltender kleinen Textsammlung veröffentlicht.
Schlachter erhielt seine Venia Legendi in Finnougristik an der Ludwig-Maximilians-Universität München mit einer Arbeit über die Passivsyntax im  Samischen 1949. Seine Lehrer in München waren Ferdinand Johann Sommer und Erwin Koschmieder. Er blieb auch zunächst in München tätig und hielt, zuerst als Privatdozent und danach als Außerplanmäßiger Professor, sprachwissenschaftliche Vorlesungen und Übungen mit Schwerpunkt auf Lappologie und Fennistik.
1960 übernahm er den Lehrstuhl von Julius von Farkas am Finnisch-Ugrischen Seminar der Universität Göttingen, wo er bis zu seiner Emeritierung 1976 forschte und lehrte.

## Schaffen
Schlachter war ein wichtiger Vertreter der samischen Studien in Deutschland. Er erlernte mehrere weitere finnougrische Sprachen, Ungarisch und Finnisch sprach er fließend. Diese Kompetenz; kombiniert mit seinen umfassenden Kenntnissen in anderen fremdsprachlichen Philologien; konnte er nutzen, um zwischen Finnougristik auf der einen und diachron- und synchron-vergleichender Allgemeiner Sprachwissenschaft auf der anderen Seite zu vermitteln. Mit seiner präzisen deskriptiv-linguistischen Herangehensweise, die Sprache als Einheit von Form und Inhalt ansieht, stand Schlachter im Widerspruch zu den Transformationsgrammatikern seiner Zeit.

## Schriften (Auswahl)
Monographien
- Zur Stellung des Adverbs im Germanischen, Leipzig 1935.
- Wörterbuch des Waldlappendialekts von Malå und Texte zur Ethnographi, Helsinki 1958.
- Studien zum Possessivsuffix des Syrjänischen, Berlin 1960.
- Studien zum Wachstum des Wortschatzes an skandinavischen und finnischen Lehnadjektiva, München 1962. (Rev. Nachdr. v. 1952)
- Der Agens-Illativ beim Passiv des Lappischen, Göttingen 1966.
- Zur Geschichte der Frequentativa im Ungarischen, Göttingen 1966.
- Arbeiten zur strukturbezogenen Grammatik, Göttingen 1968.
- Zur Bedeutungsstruktur von Nomen und Verbum, Göttingen 1974.
- Bemerkungen zum Nominalsatz, Göttingen 1981.
- Passivstudien 1, Göttingen 1984.
- Passivstudien 2, Göttingen 1986.
- Stufenwechselstörungen im Malålappischen, Wiesbaden 1991.
- Geschichte und Sprachgebrauch, betrachtet am Beispiel des Lappischen, Göttingen 1991.
- Das Wunder der Sprache, Göttingen 1993.

Bibliographie
- [zus. mit Gerhard Ganschow] Bibliographie der uralischen Sprachwissenschaft, München (3 Bde.) 1830–1970.

## Auszeichnungen und Mitgliedschaften
- 1962. Akademie der Wissenschaften zu Göttingen
- 1970. Finnische Akademie der Wissenschaften
- 1963. Vizepräsident der Societas Uralo-Altaica
- 1974. Komturkreuz des Ordens des Löwen von Finnland
- 1975. Miklós-Révai-Medaille der Gesellschaft für ungarische Sprachwissenschaft
- 1977. Dr. h.c. (Turku)
- 1985. Dr. h. c. (Budapest)